# Long Cang
Long Cang là một xã thuộc tỉnh Tây Ninh, Việt Nam.

## Địa lý
Xã Long Cang nằm ở phía tây bắc huyện Cần Đước, có vị trí địa lý:
- Phía đông giáp các xã Phước Vân và Long Sơn
- Phía tây giáp huyện Tân Trụ với ranh giới là sông Vàm Cỏ
- Phía nam giáp huyện Tân Trụ và xã Long Sơn
- Phía bắc giáp các xã Phước Vân và Long Định

Xã có diện tích 9,30 km², dân số năm 1999 là 5.243 người, mật độ dân số đạt 564 người/km².

## Hành chính
Xã Long Cang được chia thành 4 ấp: 1, 2, 3, 4.

## Kinh tế
Các dự án bất động sản nội bật ở xã Long Cang: Như dự án Tây Nam Center, Dự án Lotu Riveside, Dự án Vins Residence Lưu trữ ngày 27 tháng 2 năm 2021 tại Wayback Machine
Xã Long Cang nằm ở vị thế đắc địa, xung quanh là KCN Long Cang - Long Định, gần kề KCN Thuận Đạo và có tuyến đường như: Vành Đai 4.